# Cheung Ka-fai
Cheung Ka-fai (chiń. 張嘉輝) (ur. 2 grudnia 1964) – hongkoński montażysta filmowy. Zmontował ponad 110 filmów. Od 1992 roku otrzymał pięć nagród oraz siedem nominacji.

## Filmografia

### Jako montażysta

#### Filmy pełnometrażowe
| Rok  | Tytuł                             |
| ---- | --------------------------------- |
| 1992 | Policyjna opowieść 3: Superglina  |
| 1993 | Hei bao tian xia                  |
| 1994 | Wan 9 zhao 5                      |
| 1995 | Huan le shi guang                 |
| 1995 | Xue lian                          |
| 1995 | Szybszy od błyskawicy             |
| 1996 | Xin die xue shuang xiong          |
| 1996 | Celny strzał                      |
| 1996 | Wan for                           |
| 1996 | Czarna maska                      |
| 1996 | Sik san                           |
| 1997 | Miejskie torpedy                  |
| 1997 | Ngoi ngei ngoi do saat sei ngei   |
| 1997 | Yit huet jui keung                |
| 1997 | Chao ji wu di zhui nu zai         |
| 1998 | Hung wan yat tew loong            |
| 1998 | Sat sau ji wong                   |
| 1998 | Sun faa sau si                    |
| 1998 | Yuk po tuen III goon yan ngoh yiu |
| 1998 | Dian zi ge men zhan shi           |
| 1998 | Keung gan 2: Chai fook yau wak    |
| 2009 | Incydent                          |
| 2009 | Saat yan faan                     |
| 2009 | Fei chang wan mei                 |
| 2009 | Hun seung wor nei choi yut hei    |
| 2015 | He yi sheng xiao mo               |
| 2015 | Zhuo yao ji                       |
| 2015 | Yip Man 3                         |
| 2016 | Mei ren yu                        |
| 2016 | At Cafe 6                         |
| 2016 | Lord of Shanghai                  |